# Arborophila sumatrana
Arborophila sumatrana е вид птица от семейство Phasianidae.

## Разпространение
Видът е разпространен в Индонезия.